# Моховая улица (Ломоносов)
Мохова́я улица — улица в городе Ломоносове Петродворцового района Санкт-Петербурга, в историческом районе Мартышкино. Проходит от Павловского проспекта до Лугового переулка.
Название известно с 1955 года. Связано с тем, что территория представляла собой заросший мхом участок, на котором в это время началось дачное строительство.